# Апатиты (муниципальный округ)
Апати́ты — административно-территориальная единица (город с подведомственной территорией) в Мурманской области России и образованное на её территории муниципальное образование (муниципальное образование го́род Апати́ты с подве́домственной террито́рией), до 2021 года в статусе городского округа, с 1 января 2021 года в статусе муниципального округа.
Административный центр — город Апатиты.

## История
Изначально появился как Апатитский поссовет Кировского района в 1935 году.
В 1966 году был выделен как Апатитский район.
Муниципальное образование город Апатиты с подведомственной территорией наделено законом Мурманской области от 2 декабря 2004 года статусом городского округа.
С января 2021 года муниципальное образование наделено статусом муниципального округа.

## География
Расположен в центральной части Кольского полуострова. На севере муниципального образования находится горный массив Хибины, высотой более километра, там же находится наивысшая точка округа — гора Часначорр высотой 1191 метр. Южная часть округа более равнинна. На его юге находится часть Колвицкого заказника. На севере граничит с муниципальными округами город Оленегорск и город Мончегорск, на западе — с Ковдорским муниципальным округом и муниципальным округом город Полярные Зори, на юго-западе — с Кандалакшским муниципальным районом, на юге с Терским муниципальным районом, на востоке — с муниципальным округом город Кировск.

## Население
| 2002    | 2009    | 2010    | 2011    | 2012    | 2013    | 2014    |
| ------- | ------- | ------- | ------- | ------- | ------- | ------- |
| 64 417  | ↘61 593 | ↘59 674 | ↘59 666 | ↘59 239 | ↘58 683 | ↘57 907 |
| 2015    | 2016    | 2017    | 2018    | 2019    | 2020    | 2021    |
| ↘57 400 | ↘56 732 | ↘56 358 | ↘55 716 | ↘55 204 | ↘54 670 | ↘49 663 |
| 2023    | 2025    |         |         |         |         |         |
| ↘48 763 | ↘48 426 |         |         |         |         |         |

Численность населения, проживающего на территории городского округа, по данным Всероссийской переписи населения 2010 года составляет 59674 человека, из них 27081 мужчина (45,4 %) и 32593 женщины (54,6 %).
Национальный состав
По переписи населения 2010 года из населения муниципального образования 92,2 % составляют русские, 2,7 % — украинцы, 1,8 % — белорусы, а также 3,2 % других национальностей.
По итогам переписи населения 2020 года проживали следующие национальности (национальности менее 0,1 % и другое, см. в сноске к строке «Другие»):
| Национальность | Численность, чел. | Доля     |
| -------------- | ----------------- | -------- |
| Русские        | 37 953            | 76,42 %  |
| Украинцы       | 724               | 1,46 %   |
| Белорусы       | 435               | 0,88 %   |
| Азербайджанцы  | 165               | 0,33 %   |
| Татары         | 162               | 0,33 %   |
| Карелы         | 119               | 0,24 %   |
| Узбеки         | 83                | 0,17 %   |
| Армяне         | 80                | 0,16 %   |
| Чуваши         | 59                | 0,12 %   |
| Другие         | 9883              | 19,89 %  |
| Итого          | 49 663            | 100,00 % |

## Состав
- город Апатиты;
- населённый пункт Тик-Губа;
- железнодорожная станция Хибины.

## Местное самоуправление
Главы муниципального образования
- Алексей Геннадьевич Гиляров
- Светлана Сергеевна Кательникова

Главы администрации
- Николай Алексеевич Бова

## Экономика
Экономика округа основана на промышленности, транспорте, науке и научном обслуживании.
Ведущие места в экономике муниципального образования занимают предприятия: АНОФ-2, Апатитская ТЭЦ, ОАО «Колэнерго», Апатитский молочный комбинат, агрофирма «Индустрия».
Также Апатиты являются научным центром области, здесь расположен Кольский научный центр РАН, включающий в себя 9 институтов. В Тик-Губе на берегу озера Имандра находится Полярная опытная станция филиал Всероссийского института генетических ресурсов растений имени Николая Ивановича Вавилова.
На севере муниципального образования находится крупное месторождение хромовых руд.

## Образование
Все образовательные учреждения муниципального образования сосредоточены в Апатитах. На территории города по состоянию на 2010 год действуют: 28 детских садов (в том числе 4 центра развития ребёнка и детский сад присмотра и оздоровления), 10 средних школ, гимназия, школа для детей-сирот и детей, оставшихся без попечения родителей, при детском доме для детей школьного возраста № 9, дом детского и юношеского творчества, станция юных техников, детско-юношеский клуб физической подготовки, детско-юношеская спортивная школа, музыкальная школа и детская школа искусств.

## Здравоохранение
Сфера здравоохранения округа представлена Апатитско-Кировской центральной городской больницей, Апатитской стоматологической поликлиникой, муниципальными унитарными предприятиями «Фармация» и «Фарма плюс».

## Галерея

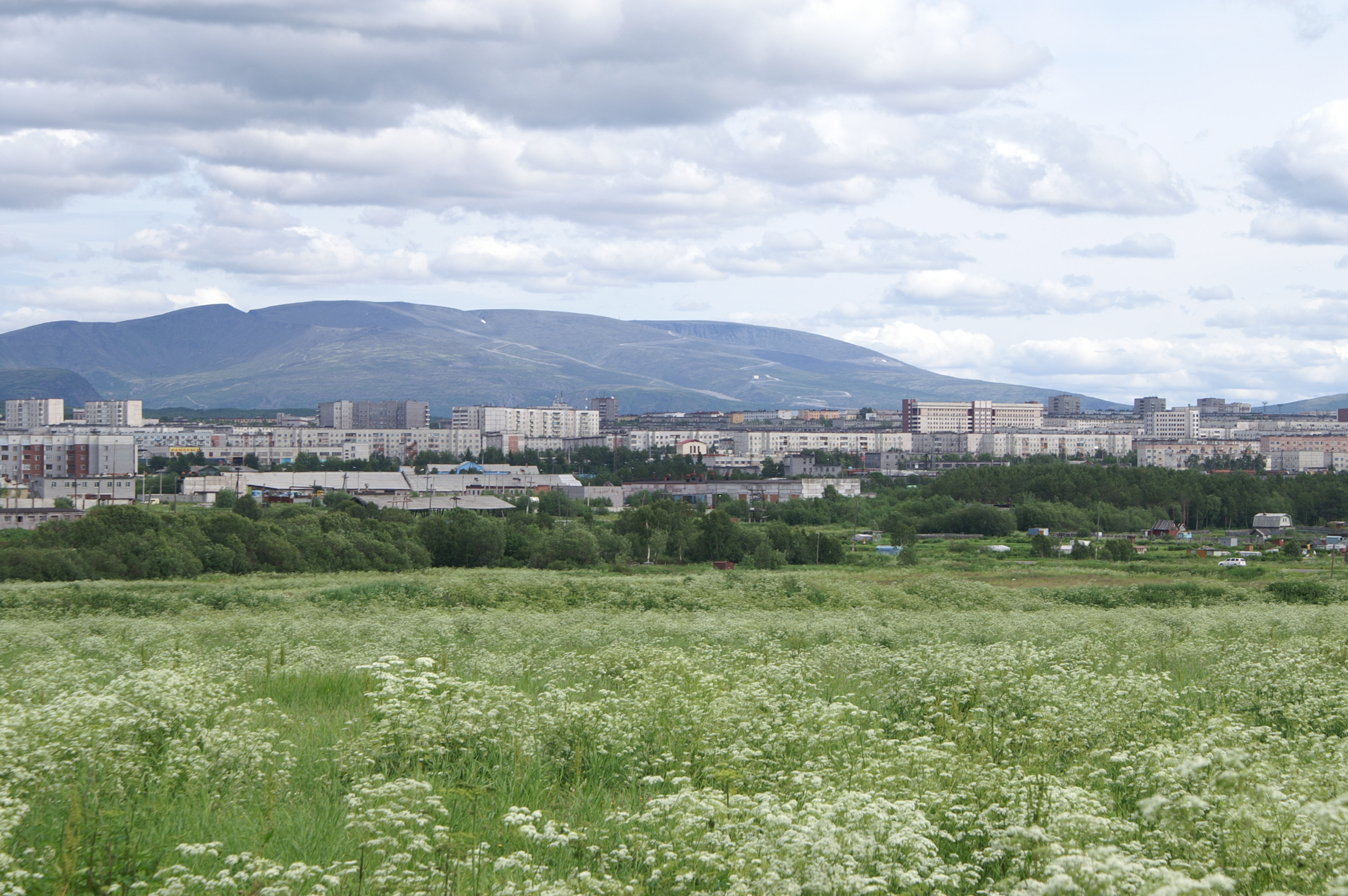
Апатиты. Город на фоне Хибин
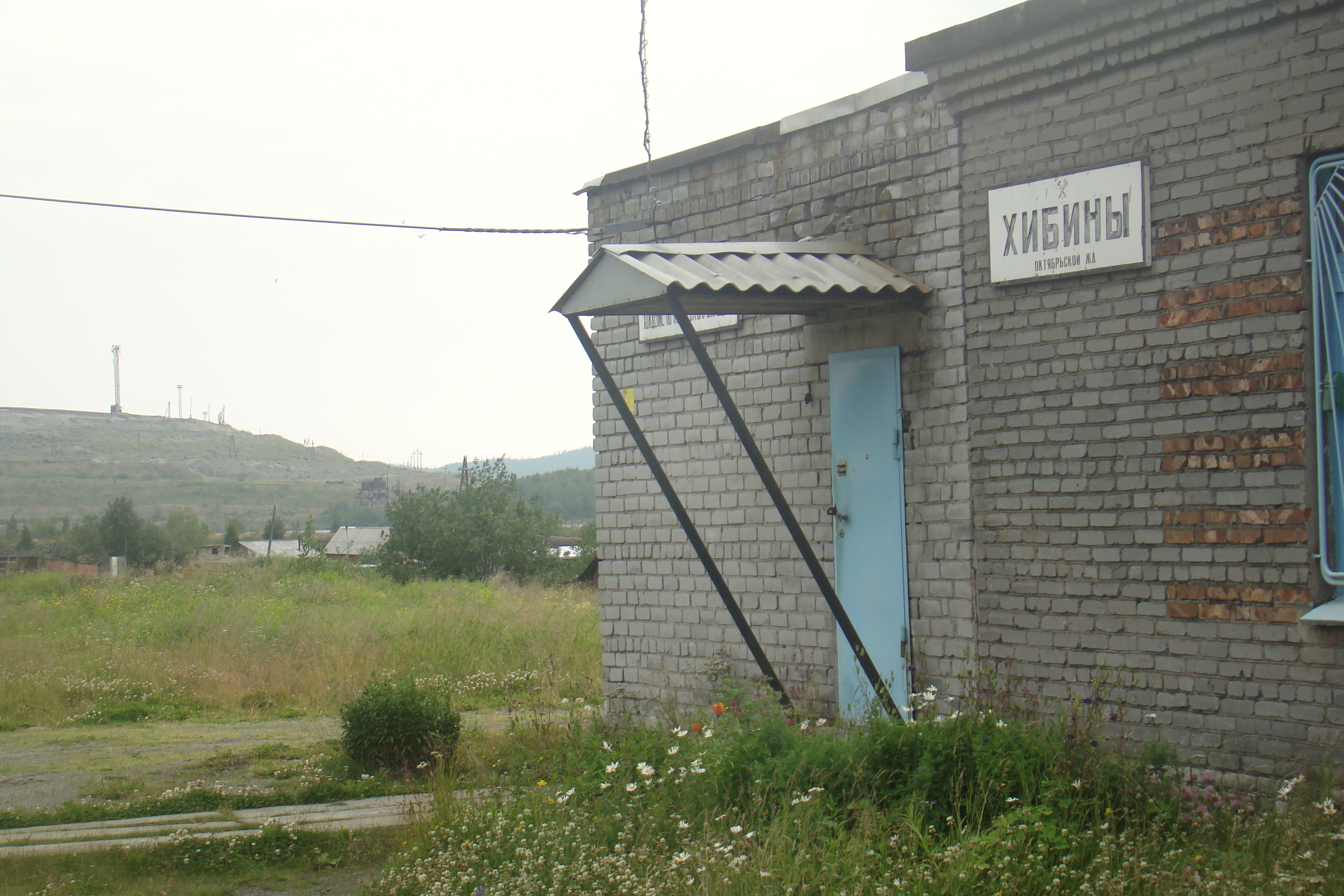
Хибины. ж/д станция

## Источник
- Карта и информация муниципального образования на сайте администрации Мурманской области